# David Michôd
David Michôd ( /ˈmɪʃoʊ/ MISH-oh; nacido el 30 de noviembre de 1972) es un director de cine, guionista, productor y actor australiano. Es conocido por dirigir el drama criminal Animal Kingdom (2010) y el drama distópico The Rover (2014). También coescribió Hesher (2010).

## Educación y carrera temprana
Estudió en la Sydney Grammar School antes de mudarse a Melbourne para estudiar artes en la Universidad de Melbourne. También fue editor de la revista Inside Film entre 2003 y 2006.

## Carrera

### Carrera temprana: cortometrajes y documentales
Comenzó su carrera como director de cortometrajes, con Ezra White, LL. B. de 2006 siendo uno de los primeros en generar impacto. En 2007, el cortometraje Crossbow, un drama sobre la mayoría de edad se estrenó en el Festival de Cine de Venecia y recibió una respuesta positiva de la crítica. El corto también se proyectó en el Festival de Cine de Sundance y ganó el premio del Australian Film Institute al mejor guion de un cortometraje.
En 2008, dirigió el cortometraje, Netherland Dwarf, que también se proyectó en el Festival de Cine de Sundance y el Festival Internacional de Cine de Berlín y obtuvo reseñas positivas de la crítica. El mismo año, codirigió Solo, un documental con Jennifer Peedom que representa el fatal viaje del aventurero australiano Andrew McAuley, quien cruzó en kayak Tasmania y Nueva Zelanda. En 2009, dirigió Inside the Square, un documental de 30 minutos detrás de escena sobre la realización de la película de 2008 The Square, dirigida por Nash Edgerton.

### Largometrajes

#### Animal Kingdom
En 2010 estrenó su primer largometraje, Animal Kingdom. La película fue ampliamente aclamada por la crítica y recibió varios premios y nominaciones. JR Jones de Chicago Reader elogió al director de Michôd diciendo: "El escritor y director David Michôd crea un universo moral densamente texturizado que hace bien a su título metafórico". Bill Goodykoontz de The Arizona Republic dijo que "El estilo naturalista que emplea Michôd aumenta la sensación de pavor. ¿No hay forma de salir de esta existencia?" La película se convirtió en la tercera película australiana más taquillera en la taquilla australiana en 2010, con una taquilla mundial bruta de 5.775.563 dólares estadounidenses.

#### The Rover
La siguiente película de Michôd, The Rover, fue un western futurista protagonizado por Guy Pearce y Robert Pattinson. El rodaje comenzó el 29 de enero de 2013 en Southern Flinders Ranges en Australia y finalizó el 16 de marzo de 2013 en Marree, al norte de Adelaida. La película se estrenó fuera de competición en la sección Midnight Screenings del Festival de Cine de Cannes de 2014 el 18 de mayo de 2014.La película tuvo un estreno limitado el 13 de junio de 2014 en Nueva York y Los Ángeles antes de expandirse a nivel nacional el 20 de junio de 2014 en los Estados Unidos.

#### War Machine
El 14 de abril de 2014 se anunció que Michôd escribiría y dirigiría The Operadores, basado en el best seller de 2011 del mismo nombre de Michael Hastings. La película sería producida conjuntamente por Plan B Entertainment, New Regency y RatPac Entertainment, con Brad Pitt como protagonista.Más tarde fue retitulado War Machine. En marzo de 2017, Netflix lanzó un avance de la película en la que Brad Pitt interpreta a Stanley A. McChrystal. La película se estrenó en Netflix el 26 de mayo de 2017 y recibió críticas mixtas.

#### The King
En 2013, se reveló que Joel Edgerton y Michôd habían coescrito The King, una adaptación para Warner Bros de tres obras de Shakespeare: Enrique IV, Parte 1, Enrique IV, Parte 2 y Enrique V.  En febrero de 2018, se anunció que Timothée Chalamet había sido elegido para el papel principal, con Plan B Entertainment y Blue-Tongue Films como productores.El rodaje comenzó el 1 de junio de 2018 en Londres. La película se estrenó en Netflix el 1 de noviembre de 2019.

## Influencias
En la encuesta Sight & Sound de 2012 sobre las mejores películas de todos los tiempos, Michôd eligió Apocalypse Now, Alien, El asesinato de Jesse James por el cobarde Robert Ford, Funny Games, Magnolia, Network, Sunset Blvd., The Thin Red Line, Taxi Driver y Werckmeister Harmonies.

## Filmografía

### Cortometrajes
| Año  | Título            |
| ---- | ----------------- |
| 2000 | Noise             |
| 2005 | The IF Thing      |
| 2006 | Ezra White, LL.B. |
| 2007 | Crossbow          |
| 2007 | Spider            |
| 2008 | I Love Sarah Jane |
| 2008 | Netherland Dwarf  |
| 2010 | Hesher            |
| 2011 | Bear              |

Productor
- Dumpy Goes to the Big Smoke (2012)

Cortometrajes documentales
- Solo (2008)
- Inside the Square (2009)

### Largometraje
| Año  | Título         |
| ---- | -------------- |
| 2010 | Animal Kingdom |
| 2014 | The Rover      |
| 2017 | War Machine    |
| 2019 | The King       |
| TBA  | Wizards!       |

Roles de actuación
| Año  | Título         |
| ---- | -------------- |
| 2000 | Noise          |
| 2005 | The IF Thing   |
| 2006 | Kenny          |
| 2007 | Crossbow       |
| 2007 | Spider         |
| 2007 | Little Deaths  |
| 2008 | The List       |
| 2010 | Animal Kingdom |
| 2013 | The Captain    |

### Televisión
| Año       | Título         | Notas                      |
| --------- | -------------- | -------------------------- |
| 2007      | Dangerous      | Episodio 5                 |
| 2013      | Enlightened    | Episodio "Sin duda"        |
| 2015      | Flesh and Bone | Episodio "Bulling Through" |
| 2016-2022 | Animal Kingdom |                            |
| 2017      | Doc World      | Episodio "Kayak"           |
| 2019      | Catch-22       | Miniseries                 |

Roles de actuación
| Año  | Título               | Notas                  |
| ---- | -------------------- | ---------------------- |
| 2000 | Eugénie Sandler P.I. | Episodio 10            |
| 2008 | Hammer Bay           | Película de televisión |

## Premios
- David Michôd fue honrado junto con Joel Edgerton y Teresa Palmer por su trabajo en papeles internacionales con el premio Australians in Film Breakthrough Award 2011.[43]